# Capcir
Capcir es una comarca situada en el sur de Francia, en el departamento de Pirineos Orientales, en la región de Occitania. Su capital es Formigueras.
Hasta la firma del Tratado de los Pirineos formó parte de Cataluña, y más concretamente del condado de Cerdaña.
Limita al norte con los departamentos de Aude y Ariège. Está situada al nordeste de la Alta Cerdaña y al noroeste del Conflent. El río Aude la riega de sur a norte. Mantiene cierto poso lingüístico y cultural catalanes a pesar de la prohibición de dicha lengua en documentos oficiales so pena de invalidar el contenido impuesta por Luis XIV, El Rey Sol.
Capcir forma una meseta situada a 1500 metros de media, y es el enlace entre el alto valle del Aude y la Cerdaña. Esta comarca, rural hasta hace poco, ha crecido considerablemente durante los últimos cuarenta años, gracias a su atractivo turístico. Capcir tiene dos sobrenombres: el Pequeño Canadá o la Pequeña Siberia. Esto da una idea del clima que a veces puede haber en invierno. El nombre de Siberia parece particularmente apropiado porque el Capcir representa uno de los últimos refugios en Europa occidental de una planta ártica: Ligularia sibirica.

## Municipios de Capcir

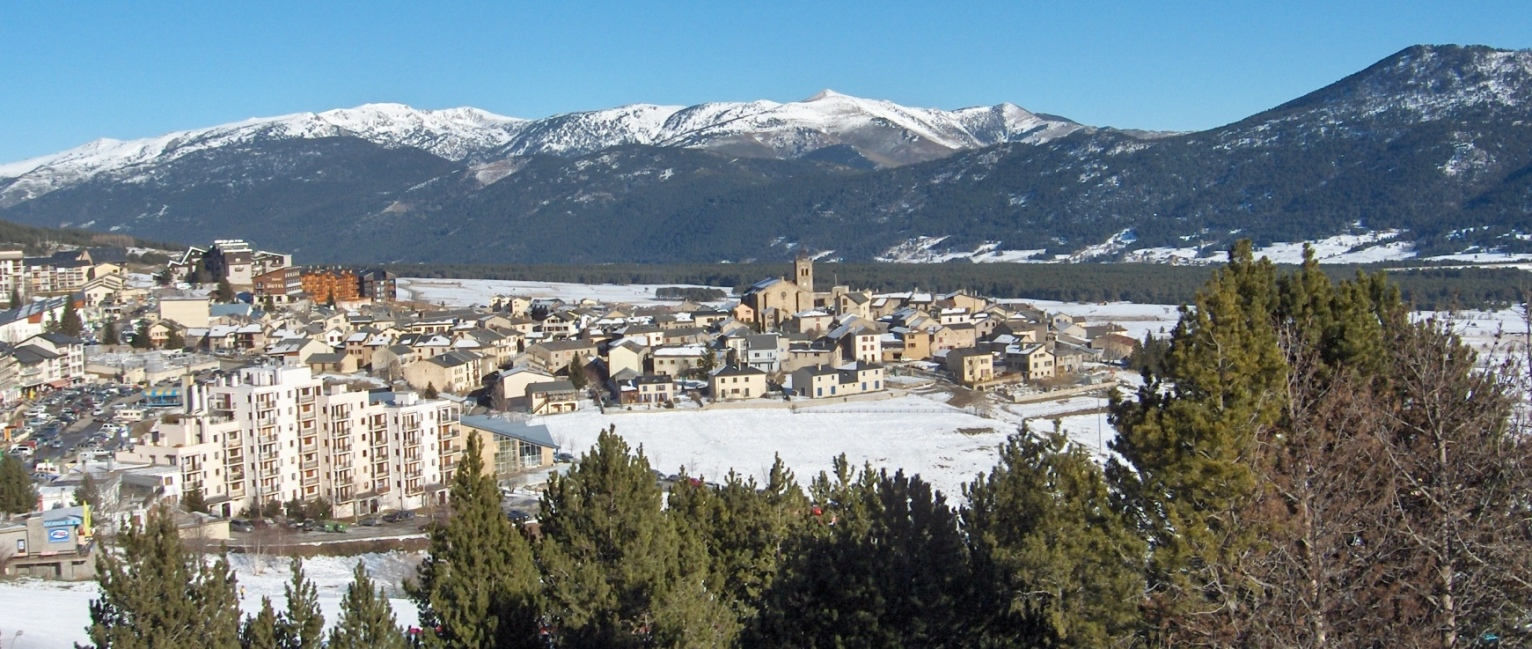
Les Angles.

- Les Angles
- Fontrabiouse
- Formigueras
- La Llagonne
- Matemale
- Puyvalador
- Réal

- Datos: Q15478
- Multimedia: Capcir / Q15478